# Szczyt Czekanowskiego
Szczyt Czekanowskiego (ros. Пик Чекановского, Pik Czekanowskogo) – jeden z wyższych szczytów gór Chamar-Daban nad Bajkałem. Wznosi się na wysokość 2069 m n.p.m.
Nazwa szczytu upamiętnia polskiego zesłańca i geologa Aleksandra Czekanowskiego.